# علی‌اکبر الهیان تنکابنی
علی اکبر الهیان رامسری تنکابنی (۱۳۸۰–۱۳۰۵ق) متولد رامسر و فرزند محمد تقی الهیان تنکابنی (از شاگردان میرزای شیرازی) است، از علما و عارفان است.
وی را از بنیانگذاران مکتب تفکیک دانسته‌اند. او از شاگردان سید موسی زرآبادی است و دایی شیخ مجتبی قزوینی از علمای بزرگ مشهد و استاد فلسفه مکتب خراسان است.
مقدمات تحصیل را در رامسر گذراند و به قزوین عزیمت کرد و مدتی در آن شهر به کسب علم پرداخت و از آنجا به عراق رفت و مدتی در کربلا و نجف تحصیل نمود.

## تحصیلات و استادان
علی‌اکبر الهیان دروس مقدمات ادبیات عرب و فارسی را قزوین در نزد پدر آموخت و در محضر درس دیگر استادان آن حوزه حضور یافت. وی در سال ۱۳۲۳ قمری درست یک سال پس از درگذشت پدر عازم تهران شد. او که مقدمات را در قزوین به خوبی به پایان برده بود در تهران نزد استادان آن شهر سطوح عالی را فرا گرفت و سپس برای ادامه تحصیل به نجف اشرف رفت.
در ابتدای ورودش به نجف مدّت کوتاهی را در درس آخوند خراسانی صاحب «کفایةالاصول» شرکت کرد. در همان زمان و پس از آن با حضور در حلقه درس سیدمحمد کاظم طباطبایی یزدی و دیگر استادان آن عصر، به درجه اجتهاد نایل گردید.
الهیان پس از بهره‌گیری از حوزه نجف اشرف و علمای آن سامان و درک مقام اجتهاد در حدود سال ۱۳۳۵ قمری به قزوین مراجعت نمود و در آنجا به تدریس و تربیت طلاب علوم دینی پرداخت. در همین زمان با حضور نزد سیدموسی زرآبادی (متوفی ۱۳۵۳ قمری) به تهذیب و تزکیه نفس مشغول گردید. او که یکی از بنیانگذاران و استوانه‌های «مکتب تفکیک» بود، در پرورش ایشان و مجتبی قزوینی تلاش فراوان نمود. مکتب تربیتی سیّد که مکتب توأمان علم و عمل بود بر معرفت و شناخت بر اساس علوم قرآنی خالص و عمل بر طبق موازین دقیق شرعی تأکید داشت. علی‌اکبر الهیان در سال ۱۳۴۵ قمری به رامسر مهاجرت و چندی در آنجا رحل اقامت انداخت. وی پس از مدتی درنگ در آن شهر به قزوین بازگشت و از آن پس همیشه در سفر بسر می‌برد.
او علوم غربیه را نزد سید موسی زرآبادی فرا گرفت.

او سخنی دربارهٔ نواب صفوی (درگذشته ۱۳۳۴ش) گفت که استاد محمدرضا حکیمی چنین نقل می‌کند:
«شیخ علی‌اکبر الهیان از علمای بزرگ بود، اهل علوم باطنی و مشاهدات و کرامات، با عمری در حدود ۷۰ سال و دارای پیکری نحیف و تحلیل رفته از عبادات و ریاضات یکبار از او شنیدم که می‌گفت: اگر من نواب را حضوراً دیده بودم، چه بسا جزو افراد و دسته او می‌شدم» و با این سخن اشاره می‌کرد به اهمیت فوق‌العاده دفاع مسلحانه از دین خدا در این روزگار»

## فرزندان
وی دارای دو فرزند به نام‌های محمد و حسن است.

## وفات
الهیان همان‌طور که گذشت همیشه در سفر بود و در سال اخیر بیشتر اوقات را در طالقان می‌گذرانید تا در اوایل زمستان ۱۳۳۹ خورشیدی بیمار شد و بیماری ایشان شدت یافت و در بیمارستان دکتر هشترودی تهران بستری گردید و در روز سه‌شنبه سیزدهم بهمن ماه ۱۳۳۹ خورشیدی سال ۱۳۸۰ قمری به‌درود حیات گفت جنازه‌اش به قم حمل شد و آيت الله بروجردی بر وی نماز خواند و در قبرستان «وادی‌السلام قم» به خاک سپرده شد.
در کتاب آیت عرفان بخشی از سرگذشتٰ دیدگاه‌ها و کرامات وی گردآوری شده‌است. محمد رضا حکیمی در کتاب مکتب تفکیک از وی یاد کرده‌است.